# Cyphostemma stegosaurus
Cyphostemma stegosaurus är en vinväxtart som beskrevs av B. Verdcourt. Cyphostemma stegosaurus ingår i släktet Cyphostemma och familjen vinväxter. Inga underarter finns listade i Catalogue of Life.